# Lars Rösti
Lars Rösti (* 19. Januar 1998) ist ein Schweizer Skirennfahrer. Er gehört aktuell dem B-Kader an und ist auf die schnellen Disziplinen Abfahrt und Super-G spezialisiert. 2019 wurde er Juniorenweltmeister in der Abfahrt.

## Biografie
Lars Rösti stammt aus St. Stephan im Kanton Bern und startet für seinen Heimatverein. Mit dem Skifahren begann er im Alter von zwei Jahren, seine ersten Rennen bestritt er mit sechs Jahren.
Im Alter von 16 Jahren bestritt er in Davos seine ersten FIS-Rennen. Im Januar 2017 gab er im Super-G von Wengen sein Europacup-Debüt. Zwei Monate später ging er in Åre erstmals bei Juniorenweltmeisterschaften an den Start und belegte als bestes Ergebnis einen zehnten Rang in der Kombination. Im Hinblick auf die Saison 2017/18 wurde er von Swiss-Ski in das C-Kader aufgenommen. Nachdem er sich im Europacup nur bedingt hatte steigern können, gewann er bei den Juniorenweltmeisterschaften in Davos lediglich drei Hundertstelsekunden hinter seinem Teamkollegen Marco Odermatt die Bronzemedaille in der Abfahrt. Wieder eine Kaderstufe höher, startete er in die nächste Saison und schaffte es als Dritter in der Abfahrt von Kitzbühel erstmals auf ein Europacup-Podest. Bei seinen letzten Juniorenweltmeisterschaften 2019 im Fassatal sicherte er sich im Februar 2019 die Goldmedaille in seiner Paradedisziplin.
Am 2. März 2019 gab Rösti bei der Abfahrt von Kvitfjell sein Weltcup-Debüt und fuhr dort auf Platz 31. Die ersten Weltcuppunkte gewann er elf Tage später mit Platz 15 in der Abfahrt von Soldeu. Am 18. Januar 2021 gewann er erstmals ein Europacuprennen, einen Super-G in Zinal. Zwei Monate später gewann er am selben Ort den Schweizer Meistertitel in derselben Disziplin.

## Erfolge

### Weltcup
- 1 Platzierung unter den besten 15

### Weltcupwertungen
| Saison  | Gesamt | Gesamt | Abfahrt | Abfahrt | Super-G | Super-G |
| Saison  | Platz  | Punkte | Platz   | Punkte  | Platz   | Punkte  |
| ------- | ------ | ------ | ------- | ------- | ------- | ------- |
| 2018/19 | 124.   | 16     | 44.     | 16      | –       | –       |
| 2019/20 | 154.   | 5      | 55.     | 5       | –       | –       |
| 2021/22 | 144.   | 7      | 51.     | 7       | –       | –       |
| 2022/23 | 142.   | 11     | 50.     | 11      | –       | –       |
| 2023/24 | 128.   | 9      | 52.     | 7       | 60.     | 2       |
| 2024/25 | 61.    | 131    | 21.     | 99      | 34.     | 32      |

### Europacup
- Saison 2018/19: 6. Abfahrtswertung
- Saison 2019/20: 10. Abfahrtswertung
- Saison 2020/21: 9. Gesamtwertung, 6. Super-G-Wertung, 8. Abfahrtswertung
- Saison 2021/22: 10. Gesamtwertung, 2. Abfahrtswertung
- Saison 2023/24: 2. Abfahrtswertung
- 8 Podestplätze, davon 5 Siege:

| Datum           | Ort      | Land    | Disziplin |
| --------------- | -------- | ------- | --------- |
| 18. Januar 2021 | Zinal    | Schweiz | Super-G   |
| 13. Januar 2022 | Tarvisio | Italien | Abfahrt   |
| 14. Januar 2022 | Tarvisio | Italien | Abfahrt   |
| 25. Januar 2024 | Tarvisio | Italien | Abfahrt   |
| 7. März 2024    | Verbier  | Italien | Abfahrt   |

### Juniorenweltmeisterschaften
- Åre 2017: 10. Kombination, 14. Super-G, 34. Abfahrt
- Davos 2018: 3. Abfahrt
- Fassatal 2019: 1. Abfahrt, 5. Super-G, 23. Kombination

### Weitere Erfolge
- 1 Schweizer Meistertitel (Super-G 2021)
- 5 Siege in FIS-Rennen